# Micrófono supercardioide

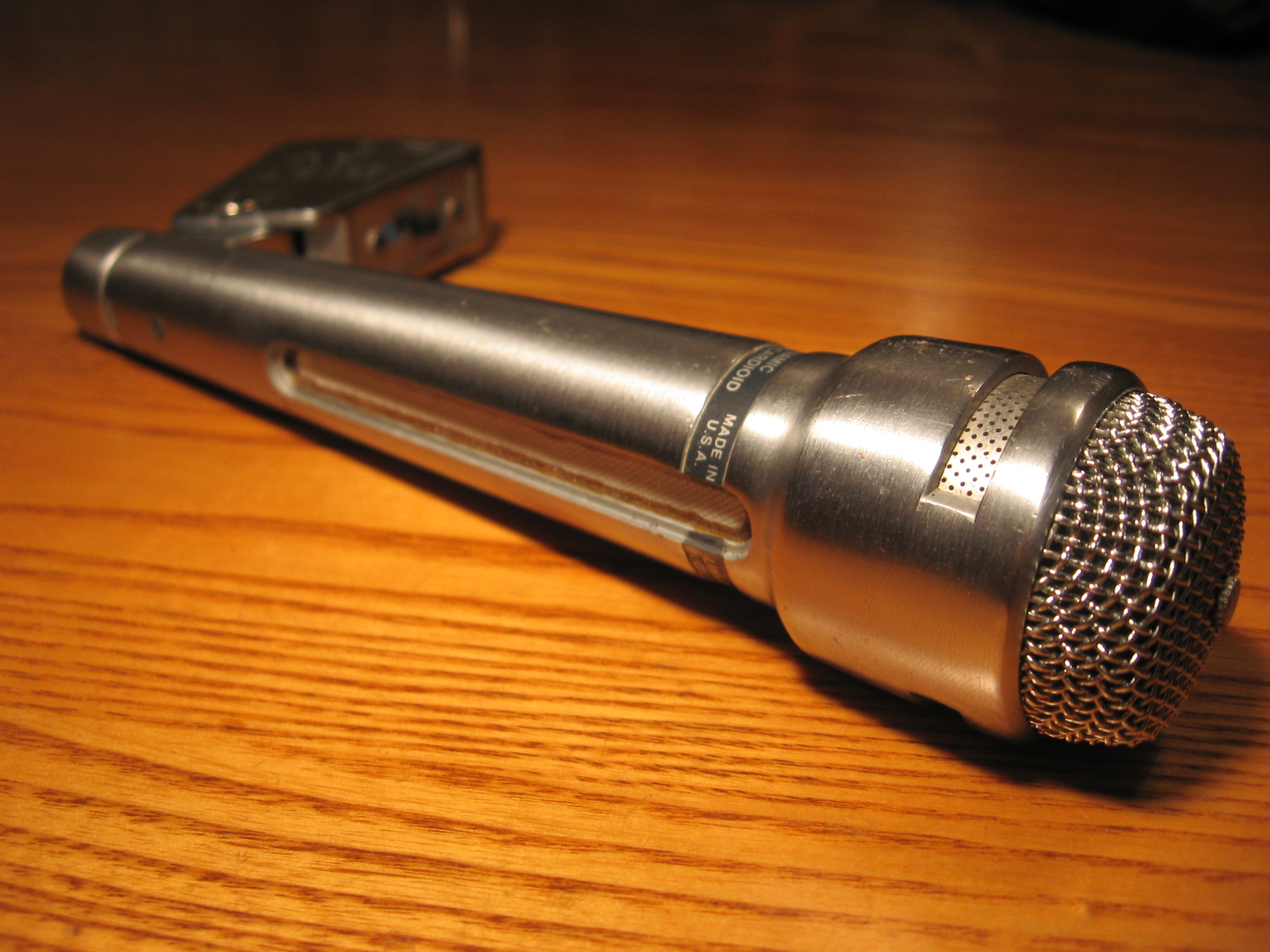
Micrófono supercardioide.

Un micrófono supercardioide es un micrófono unidireccional con un diagrama polar con forma de corazón que ofrece un ángulo de respuesta (recepción del sonido) menor que un micrófono cardioide, de 115 grados, por lo que a su vez representa un mayor rechazo al sonido ambiental.

## Características
La parte menos sensible de un micrófono supercardioide se encuentra a 126 grados del eje principal, a diferencia de los 180 grados de un micrófono cardioide. 
Estos micrófonos, bien colocados, pueden en general reducir el ruido de ambiente y estar mejor dirigidos a la fuente del sonido (a comparación de un micrófono cardioide), pero con la desventaja de recibir sonido proveniente de la parte posterior del micrófono, que se denomina lóbulo trasero.
En términos generales el micrófono supercardioide:
- Tiene una cobertura de 115 grados  en su patrón polar.
- El ángulo de rechazo se encuentra a los 126 grados.
- Tiene un rechazo de -12 dB en la parte posterior (a comparación del frente).
- Tiene un 27% de sensibilidad al ruido ambiental (en comparación con un micrófono omnidireccional).